# Sidi Boulkhalf
Sidi Boulkhalf (franska: Sidi Boulkhalf (CR), Sidi Boulkhalf (Commune Rurale), arabiska: أيت تمليل) är en kommun i Marocko.   Den ligger i provinsen Azilal och regionen Béni Mellal-Khénifra, i den nordöstra delen av landet, 260 km söder om huvudstaden Rabat. Antalet invånare är 13 149.